# Viêm cấp tính
Viêm cấp tính là phản ứng bảo vệ cơ thể nhanh và không đặc hiệu đối với bất kì tác nhân nào xâm nhập vào cơ thể. Trong viêm cấp, tại ổ viêm diễn ra các quá trình: rối loạn tuần hoàn, rối loạn chuyển hóa, tổn thương mô và sự lành ổ viêm.

## Rối loạn tuần hoàn
Rối loạn tuần hoàn là giai đoạn xảy ra sớm nhất trong viêm, nó bao gồm bốn hiện tượng:

### Rối loạn vận mạch
Tác nhân gây viêm xâm nhập vào cơ thể, kích thích các thần kinh tại chỗ đáp ứng bằng cách co mạch. Tuy nhiên sự co mạch chỉ là thoáng qua. Các bạch cầu và tế bào miễn dịch ở gần vị trí tác nhân gây viêm phóng thích hàng loạt các hóa chất trung gian như serotonin, histamin, interleukin, protasglandin, lymphokin, NO,... có tác dụng làm dãn mạch. Khi mạch máu dãn ra, lưu lượng máu tăng lên gây xung huyết động mạch. Sự xung huyết ở động mạch dẫn đến các bạch cầu bám vào thành mạch, tế bào nội mô phồng to, các mạch máu nghỉ hoạt động trở lại và độ cô đặc máu làm cho lưu lượng máu chảy rất chậm tại vị trí ổ viêm. Sự trì trệ lưu thông của dòng máu cùng với sự dãn rộng lòng mạch gây ra xung huyết tĩnh mạch. Tổng hợp tất cả các yếu tố như tế bào nội mô phì đại, giảm độ keo của máu, liệt thần kinh vận mạch, các bạch cầu bám mạch, tắc huyết khối,... làm ứ máu tại ổ viêm.

### Dịch rỉ viêm
Sự hình thành dịch rỉ viêm gồm ba cơ chế: tăng áp suất thủy tĩnh do ứ máu, tăng tính thấm thành mạch do các hóa chất trung gian

### Bạch cầu xuyên mạch
Các hóa chất trung gian, nhất là NO làm các tế bào nội mô co lại, khoảng kẽ giãn rộng ra giúp bạch cầu xuyên mạch. Các hóa chất ở dịch rỉ viêm hóa hướng động các bạch cầu đến để tiếp cận ổ viêm.

### Thực bào
Gồm ba giai đoạn: 

- Bạch cầu hướng đến tế bào đích: opsonin hóa các tế bào đích nhờ kháng thể và bổ thể.

- Bạch cầu tiếp cận tế bào đích: hình thành phagosome và phagolisosome để nuốt tế bào đích. 

- Bạch cầu nuốt có bốn trường hợp:
+ Bạch cầu tiêu diệt tế bào đích phụ thuộc oxy và không phụ thuộc oxy.
  + Bạch cầu tồn tại song song với tế bào đích.
  + Bạch cầu nhả tế bào đích ra.
  + Bạch cầu bị tế bào đích tiêu diệt.

## Rối loạn chuyển hóa

### Rối loạn chuyển hóa glucid
Quá trình viêm đòi hỏi cung cấp nhu cầu năng lượng cao hơn bình thường, sự thoái hóa glucid tăng lên, tuy nhiên lượng oxy không đủ để tạo năng lượng nên xảy ra theo con đường yếm khi sinh ra acid lactic làm toan hóa môi trường.

### Rối loạn chuyển hóa lipid
Các hóa chất kích thích ly giải mỡ để bù trừ năng lượng, dẫn tới tích tụ các thể cetonic.

### Rối loạn chuyển hóa protid
Các men protease phân giải protid thành các sản phẩm trung gian chưa hoàn chỉnh.

## Tổn thương mô
- Tổn thương nguyên phát: do các tác nhân gây viêm gây ra.
- Tổn thương thứ phát: do ổ viêm gây ra.

## Tăng sinh tế bào
Các tế bào tăng sinh cùng với tăng sinh mạch máu để hình thành các mô sẹo thay thế các tế bào đã tổn thương.

## Biểu hiện tại chỗ và toàn thân

### Biểu hiện tại chỗ
Các triệu chứng điển hình là:
- Sưng: do ứ trệ tuần hoàn tại ổ viêm.

- Nóng: do dãn mạch, xung huyết gây thải nhiệt tại ổ viêm.

- Đỏ: do ứ máu tại ổ viêm.

- Đau: do dịch rỉ viêm chèn ép thần kinh hay do môi trường toan tác động lên mạc đoạn tận cùng thần kinh.

- Mất chức năng.

### Biểu hiện toàn thân
- Sốt.
- Tăng bạch cầu. 
- Tăng lượng protein huyết tương.